# Адріан ван де Вельде
Адріан ван де Вельде, також Велде (нід. Adriaen van de Velde, 1636, Амстердам  — 1672) — нідерландський художник, майстер пейзажу та портрету часів бароко.

## Життєпис
Походив з художньої родини Вельде. Син художника-мариніста Віллема ван де Вельде старшого. Народився у м. Амстердам у 1636 (хрещений 30 листопада), куди родина перебралася незадовго до того.
З дитинства вчився малювати у батька. Проте на відміну від старшого брата Віллема не бажав зображувати море та усе, що з ним пов'язано. тому батько віддав Адріана на навчання до майстерні Яна Війнантса. Тут на нього значно вплинулв живопис Філіпса Вауермана. Потім навчався у Паулюса Поттера, представника Гарлемської школи.
Після повернення до Амстердаму деякий час працював у майстерні Карла Дюжардена. Зумів проявити себе як пейзажист і портретист. У 1657 році він одружився. Тоді ж перебрався до містечка Ластаге поблизу амстердама), де працював разом із батьком.
У 1662 році повертається до Амстердаму, де відкриває власну майстерню. З цього моменту не полишає цього міста, де й помер у 1672 році (поховано 21 січня).

## Творчість
Творчість художника відрізняв універсалізм. Він працював офортистом, писав пейзажі, портрети, картини на міфологічні та релігійні теми, нерідко писав фігури в композиціях інших голландських майстрів. Проте популярність Адріан ван де Вельде здобув, насамперед, як пейзажист.
З усього доробку на сьогодні відомо про 200 картин та 20 гравюр. твори віризняються ретельною проробленістю, гармонійною композицією та контрастністю, теплою кольоровою гамою.
Малював портрети, міфологічні та релігійні композиції («Зняття з хреста»), алегоричні картини («Алегорія Невинності між чеснот і вад», 1663 рік, Державний музей образотворчих мистецтв ім. О. С. Пушкіна, Москва), але уславився пейзажами з фігурами людей і тварин, у яких світла святковість сприйняття природи втілена в прозорості та свіжості ніжних колірних поєднань («Берег в Схевенінгені», 1658 рік, Картинна галерея, Кассель). Його улюбленими предметами були сцени відкритої землі пасовищ, з вівцями, великої рогатої худоби та кіз, які він виконував з спритністю, з великою точністю.
У його пізніх пейзажах на перший план виходять ідилічність, споглядальність, вишукана ошатність («Вертумн і Помона», 1670 рік, «Хатинка» 1671 рік).

## Учні
Тьєрі (Т'єрі) ван-Берген, англ. Thierry, фр. Théodore, Thiéry Van Bergen (1645-1689), творець краєвидів та анімаліст.